# رست ستوب (فلم)
رست ستوب (بالإنجليزية: rest stop) هو فيلم رعب تم انتاجه في الولايات المتحدة و صدر سنة 2006 بطولة جيمي ألكسندر وجوزيف لورانس.

## القصة
تحلم الشابة نيكول كارو غير الناضجة  بأن تصبح نجمة من نجوم هوليود، فتقنع صديقها صديقها جيس هيلتس أن يجربا حظهما في لوس أنجلوس وتهرب الممثلة نيكول كارو إلى لوس انجلوس مع صديقها جيس هيلتس، يسير كل من نيكول و جيس من طريق قديم مختصر وتطلب نيكول من جيس دخول دورة المياه و حينما يتوقفون في استراحة يقوم سائق شاحنة صفراء مختل عقلياً باختطاف جيس و يقوم طوال الليل الشخص المختل بتهديد نيكول، و تحدث أشياء غامضة ومرعبة لـنيكول طوال الوقت.

## وصلات خارجية
- مقالات تستعمل روابط فنية بلا صلة مع ويكي بيانات

رست ستوب على IMDb
رست ستوب على Rotten Tomatos
رست ستوب على AllMovie